# Апшон, Антуан-Мари д’
Граф Антуан-Мари д’Апшон (фр. Antoine-Marie d'Apchon; 9 апреля 1714 — 1795), маркиз де Монтрон — французский генерал.

## Биография
Сын графа Жака-Антуана-Жозефа-Мари д'Апшона, маркиза де Монтрона, генерального синдика дворянства Бреса, и Клодин де Шапюи, дамы де Корженон, брат Клода-Марка-Антуана д’Апшона, архиепископа Ошского.
7 мая 1729 поступил пажом на королевскую службу. 5 ноября 1733 получил роту в драгунском полку Конде, командовал ею при осаде Филиппсбурга (1734), на Рейне (1735), во Фландрской армии (1742), в битве при Деттингене (1743), осадах Менена и Ипра, и в лагере под Куртре (1744), в битве при Фонтенуа, осадах Турне, Ауденарде, Термонде и Ата (1745), осадах Брюсселя и Намюра, и битве при Року (1746), осадах Хулста, Акселя и крепостей Голландской Фландрии, в Антверпене на случай отражения атаки противника, в Тирлемонском лагере во время битвы при Лауфельде и при осаде Берген-оп-Зома (1747), при осаде Маастрихта (1748).
Кампмейстер драгунского полка Апшона (29.12.1748), командовал им в лагерях в Эмери (1754) и Дюнкерке (1756).
Во время Семилетней войны участвовал в битве при Росбахе (1757), зимой служил в Гессене и графстве Ханау. С большим мужеством сражался при Зундерсхаузене 23 июля 1758 и за отличие 15 августа был произведен в бригадиры. Отличился в бою при Лутерберге, провел зиму во Франкфурте. Снова отличился в бою под Бергеном 13 апреля 1759, а 19-го захватил два знамени, разбив батальон гренадер и два эскадрона полка Финкенштейна. 26 июня, командуя значительным подразделением, изгнал противника из Дельбрюгге, которвм овладел после упорного боя. В ночь с 11 на 12 июля спас четыре сотни карабинеров, овладевших Хольстхаузеном, но оказавшихся под ударом авангарда противника. Затем участвовал в битве при Миндене, после которой разбитые французы перешли к обороне.
1 мая 1760 назначен в ту же армию, был в делах при Корбахе и Варбурге. Кампмаршал (20.02.1761), сложил командование полком.
8 апреля 1761 назначен в Германскую армию, отличился в атаке Верле под командованием маркиза де Вуайе 27 июня; 2 июля выбил противника из строений, занятых им на берегу ручья Сиссек, 16-го был в двух делах под Филингхаузеном. Командовал передовой группой войск до окончания кампании. 1 мая 1762 определен в ту же армию. В том же году был назначен воспитателем герцога Бурбонского, единственного сына принца Конде. В этом качестве был представлен Людовику XV 2 февраля 1763.
1 марта 1780 произведен в генерал-лейтенанты армий короля.
1 февраля 1784 был пожалован Людовиком XVI в рыцари орденов короля.

## Семья
Жена (21.08.1748): Мари-Луиза де Кремо д'Антраг (1729—5.09.1750), дочь Луи-Сезара де Кремо, маркиза д'Антрага, генерального наместника Маконне, и Мари-Клод-Эме де Эрон
Сын:
- Антуан-Луи-Клод (ум. 1794), маркиз де Сен-Жермен д'Апшон и де Монтрон, барон де Буассе, граф де Сен-Тривье и де Кремо, сеньор дю Шен, Плато и Марше, генеральный наместник Маконне, кампмейстер полка Они, бригадир армий короля (1.02.1784). Жена: Мари-Мишель-Генриетта Перишар (ум. 1781), дочь Анри-Жерома Перикара и Элизабет-Терезы де Лакоре